# Direttiva sulla conservazione dei dati
La direttiva sulla conservazione dei dati (in inglese Data Retention Directive, più formalmente "Directive 2006/24/EC of the European Parliament and of the Council of 15 March 2006 on the retention of data generated or processed in connection with the provision of publicly available electronic communications services or of public communications networks and amending Directive 2002/58/EC") è stata una direttiva dell'Unione europea collegata alla conservazione dei dati nelle telecomunicazioni. Secondo la direttiva, gli Stati membri dovevano conservare i dati sulle telecomunicazioni dei cittadini per un minimo di sei mesi a un massimo di ventiquattro. Sotto questa direttiva la polizia e le agenzie di sicurezza avevano il permesso di richiedere accesso a dettagli come indirizzo IP e tempo di utilizzo di e-mail, chiamate telefoniche e SMS inviati o ricevuti. Solo un tribunale poteva garantire il permesso ad accedere a tali informazioni. L'8 aprile 2014, la Corte di giustizia dell'Unione europea ha dichiarato la direttiva invalida in seguito al caso giudiziario intentato da Digital Rights Ireland contro le autorità irlandesi e altri.

## Storia
Nel settembre del 2005, durante la Presidenza del Consiglio dell'Unione europea da parte del Regno Unito, si tenne una sessione plenaria sulla conservazione dei dati sulle telecomunicazioni, presieduta dal Segretario di Stato per gli Affari Interni. Questo portò a un accordo raggiunto dal Consiglio durante il suo ritrovo il 1 e 2 dicembre, il quale fu poi adottato nel marzo 2006, sotto la presidenza austriaca.

## Critiche
La direttiva sulla conservazione dei dati ha suscitato varie critiche tra giornalisti, gruppi legati alla tutela dei diritti umani e della privacy, aziende di sicurezza informatica ed esperti legali
Nel 2013 il Giudice Generale della Corte di Giustizia Europea ha dichiarato che la direttiva è incompatibile con l'articolo 7 della Carta dei diritti fondamentali dell'Unione europea